# 464
464 (CDLXIV) fue un año bisiesto comenzado en miércoles del calendario juliano, en vigor en aquella fecha.
En el Imperio romano, el año fue nombrado el del consulado de Rusticio y Olibrio, o menos comúnmente, como el 1217 Ab urbe condita, adquiriendo su denominación como 464 a principios de la Edad Media, al establecerse el anno Domini.

## Acontecimientos
- Teodorico II ordena que se expulse de la península ibérica a Arborio, el último magister militum del Imperio.[1]